# Pudupalaiyam Aghraharam
Pudupalaiyam Aghraharam è una suddivisione dell'India, classificata come census town, di 4.994 abitanti, situata nel distretto di Namakkal, nello stato federato del Tamil Nadu. In base al numero di abitanti la città rientra nella classe VI (meno di 5.000 persone).

## Geografia fisica
La città è situata a 11° 22' 16 N e 77° 47' 20 E.

## Società

### Evoluzione demografica
Al censimento del 2001 la popolazione di Pudupalaiyam Aghraharam assommava a 4.994 persone, delle quali 2.583 maschi e 2.411 femmine. I bambini di età inferiore o uguale ai sei anni assommavano a 521, dei quali 269 maschi e 252 femmine. Infine, coloro che erano in grado di saper almeno leggere e scrivere erano 3.250, dei quali 1.946 maschi e 1.304 femmine.